# Bardo, falsa crónica de unas cuantas verdades
Bardo, falsa crónica de unas cuantas verdades es una película de comedia dramática épica y humor negro mexicana de 2022 coescrita, producida y dirigida por Alejandro González Iñárritu. La película está protagonizada por Daniel Giménez Cacho como un periodista y documentalista mexicano.
Bardo, falsa crónica de unas cuantas verdades se estrenó en la 79.ª edición del Festival Internacional de Cine de Venecia en competencia por el León de Oro el 1 de septiembre de 2022 y está programado para estrenarse en los cines el 18 de noviembre de 2022, antes de transmitirse en Netflix el 16 de diciembre de 2022.

## Reparto
- Daniel Giménez Cacho - Silverio Gama
- Griselda Siciliani - Lucía
- Ximena Lamadrid - Camila
- Íker Sánchez Solano - Lorenzo
- Hugo Albores - Carlos, ex colega
- Andrés Almeida - Martín
- Mar Carrera - Lucero
- Daniel Damuzi - Antonio
- Camila Flamenco - Chloe
- Fabiola Guajardo - Tania
- Rubén Zamora - Hermano de Silverio
- Francisco Rubio - Luis
- Grantham Coleman - Reportero CNN
- Luz Jiménez - Madre de Silverio Gama
- Iván Massagué - Hernán Cortés
- Luis Gnecco - Secretario de Gobierno
- Noé Hernández Álvarez - El Ajolote
- Pedro Damián - Pedro
- Montserrat Marañón - Marta
- Carlos Corona - Gordo
- Carlos Aragón - Presidente Club de Periodistas
- María Aura - Presentadora
- Oscar Madrazo - Presentador

## Producción
El 22 de marzo de 2020, se informó que Alejandro González Iñárritu escribiría, dirigiría y produciría una nueva película, con la filmación en México y Bradford Young como director de fotografía y Patrice Vermette como diseñador de producción. El 9 de marzo de 2021 se incorporó al elenco Griselda Siciliani. En julio de 2021, Grantham Coleman se unió al elenco de la película.
La fotografía principal comenzó el 3 de marzo de 2021 en la Ciudad de México, México, con Darius Khondji como director de fotografía, junto con Eugenio Caballero como diseñador de producción. Cinco meses de rodaje estaban previstos en otras locaciones de la Capital y los Estudios Churubusco. El 4 de marzo de 2021, durante el rodaje de una de las escenas en el Centro Histórico de la Ciudad de México, un transeúnte fue detenido por golpear a un miembro de seguridad del equipo de producción. En septiembre de 2021, se informó que la película, que se titularía Bardo, falsa crónica de unas cuantas verdades, había finalizado la producción.

## Lanzamiento
Bardo, falsa crónica de unas cuantas verdades tuvo su estreno mundial en la 79.ª edición del Festival Internacional de Cine de Venecia el 1 de septiembre de 2022. Está previsto que se estrene en cines y en Netflix a finales de año.

## Premios Óscar
El 29 de septiembre de 2022, la Academia Mexicana de Artes y Ciencias Cinematográficas anunció que la película representará a México en la 95.ª edición de los Premios Óscar.

## Recepción

### Recepción de la crítica
La película ha recibido críticas mixtas de los críticos, y muchos la criticaron como autoindulgente y pretenciosa. En el sitio web del agregador de reseñas Rotten Tomatoes, el 57% de las reseñas de 118 críticos son positivas, con una calificación promedio de 6.4/10. El consenso del sitio web dice: "Tan profundamente personal como exigente, Bardo, falsa crónica de unas cuantas verdades camina inestablemente en la línea entre la brillantez y la pura autocomplacencia". Metacritic, que utiliza un promedio ponderado, asignó a la película una puntuación de 53 sobre 100, según 34 críticos, lo que indica "críticas mixtas o promedio".

### Reconocimientos
| Premio                           | Fecha de la ceremonia    | Categoría                           | Destinatario(s)                               | Resultado | Ref.   |
| -------------------------------- | ------------------------ | ----------------------------------- | --------------------------------------------- | --------- | ------ |
| Venice Film Festival             | 10 de septiembre de 2022 | León de oro                         | Alejandro González Iñárritu                   | Nominado  | [ 17 ] |
| Venice Film Festival             | 10 de septiembre de 2022 | Premio UNIMED                       | Alejandro González Iñárritu                   | Ganador   | [ 18 ] |
| Critics' Choice Movie Awards     | 15 de enero de 2023      | Mejor película de habla no inglesa  | Bardo, falsa crónica de unas cuantas verdades | Nominado  | [ 19 ] |
| Satellite Awards                 | 11 de febrero de 2023    | Mejor película extranjera           | Bardo, falsa crónica de unas cuantas verdades | Nominado  | [ 20 ] |
| Chicago Film Critics Association | 14 de diciembre de 2022  | Mejor película en idioma extranjero | Bardo, falsa crónica de unas cuantas verdades | Nominada  | [ 21 ] |
| Chicago Film Critics Association | 14 de diciembre de 2022  | Mejor fotografía                    | Darius Khondji                                | Nominado  | [ 21 ] |